# Krążek stawowy
Krążek stawowy, chrząstka śródstawowa (łac. discus articularis, ang. articular disc) – niestały składnik stawu, zbudowany ze zbitej tkanki łącznej włóknistej lub chrząstki włóknistej. Występuje w niektórych stawach jako element uzupełniający pomiędzy powierzchniami stawowymi, złączony z torebką stawową i dzielący jamę stawową na dwie oddzielne części. Dopasowuje do siebie powierzchnie stawowe, stanowi przesuwalną powierzchnię stawową i łagodzi siłę uderzenia.
U człowieka występuje m.in. w stawie skroniowo-żuchwowym, stawie mostkowo-obojczykowym, a także w stawie barkowo-obojczykowym, w którym jednak często niecałkowicie przedziela jamę stawową a nieraz brak go zupełnie.